# Zamboanga du Nord
Zamboanga del Norte est une province des Philippines. Zamboanga del Norte avait une population de 823 130 habitants selon le recensement effectué en 2000. En 2015, la population de la province était évaluée a 1 011 393 habitants selon le recensement de la population. La densité démographique est de 153 hab./km2.

## Villes et municipalités
Municipalités
- Baliguian
- Godod
- Gutalac
- Jose Dalman
- Kalawit
- Katipunan
- La Libertad
- Labason
- Leon B. Postigo
- Liloy
- Manukan
- Mutia
- Piñan
- Polanco
- President Manuel A. Roxas
- Rizal
- Salug
- Sergio Osmeña Sr.
- Siayan
- Sibuco
- Sibutad
- Sindangan
- Siocon
- Sirawai
- Tampilisan

Villes
- Dapitan
- Dipolog